# Sisters of War
Sisters of War (traducida como Hermanas de la guerra) es una película para televisión basada en la historia real de dos mujeres australianas, Lorna Whyte, una enfermera del ejército, y la Hermana Berenice Twohill, un monja católica de Nueva Gales del Sur que sobrevivieron como prisioneras de guerra del ejército de Japón en Rabaul (Papúa-Nueva Guinea) durante la Segunda Guerra Mundial. Sisters of War fue escrita por John Misto, producida por Andrew Wiseman y dirigida por Brendan Maher. Fue estrenada en el Festival de Cine Internacional de Brisbane el 11 de noviembre de 2010 y en televisión el 14 de noviembre del mismo año, por el canal ABC1.
La película está basada en el libro de Rod Miller The Lost Women of Rabaul. Fue rodada en Gold Coast (Queensland). La versión en DVD se estrenó el 2 de diciembre de 2010.

## Sinopsis
En enero de 1942, la máquina de guerra japonesa atravesó el Sureste asiático. En su camino yacía una pequeña misión católica ubicada en Vunapope, en la isla de Nueva Bretaña. Allí se encontraba un puñado de enfermeras australianas, lideradas por Kay Parker, quienes se refugiaron en la isla junto a un número de soldados australianos heridos. Abandonados por sus oficiales, fueron dejados para que enfrentaran a los japoneses sin ayuda. Cuando llegaron los japoneses a Vunapope, las enfermeras y sus pacientes fueron apartados de la masacre por el líder de la misión, el Obispo nacido en Polonia Leo Scharmach, que engañó a los japoneses haciéndoles creer que él era un amigo personal de Hitler y que esta misión era propiedad de Hitler, por lo que no podían ser ejecutados.
En los oscuros días que siguieron, la Hermana Berenice y Lorna se enfrentaron a la hambruna y la tortura. Sus creencias fueron puestas a prueba constantemente, y también lo fue su amistad. La Hermana Berenice sentía admiración por el obispo Scharmach, mientras que Lorna estaba convencida de que era un colaborador de los japoneses. La pequeña misión se convirtió en un escenario para la traición, el heroísmo y la muerte. Y todas las reglas normales de guerra fueron rotas. Después de seis meses, Lorna y la Hermana Berenice fueron separadas. Las enfermeras australianas fueron enviadas a Yokohama como parte de un intercambio de prisioneros. Pero este programa de intercambio fracasó y las enfermeras se vieron atrapadas en Japón en tiempos de guerra, congeladas y atormentadas por enfermedades. Al mismo tiempo la Hermana Berenice, el obispo Scharmach y las enfermeras fueron llevadas a un valle en la jungla, oscuro e inhabitable, donde estarían a salvo de los ataques aéreos.

## Reparto
- Claire van der Boom - Hermana Berenice Twohill. Nació en Murwillumbah, la mayor parte de su juventud la pasó en Tumbulgum. Fue la octava de once niños con ocho hermanos y dos hermanas. La Hermana Berenice se unió a la orden misionera de Nuestra Señora del Sagrado Corazón en 1934.
- Sarah Snook - Lorna Whyte. Nació en Hay, Nueva Gales del Sur. Fue la menor de ocho hermanos. estudió en el Hay War Memorial School antes de estudiar enfermería en el Corowa Hospital. Se unió al ejército en 1941, fue seleccionada como una de las enfermeras del Servicio de Enfermeras del Ejército Australiano para formar parte de Lark Force, llegando a Rabaul el 25 de abril de 1941.
- Susie Porter - Kay Parker. Fue la muy admirada matrona de las enfermeras militares quienes fueron evacuadas a la misión en Vunapope cuando los japoneses invadieron Rabaul el 23 de enero de 1942. Mostró un liderazgo extraordinario, usualmente levantándose en contra de los japoneses para proteger a las mujeres de Rabaul que estaban bajo su cuidado.
- Gerald Lepkowski - Obispo Leo Scharmach. Nacido en Polonia, el Obispo Leo Scharmach fue un carismático líder de la Misión católica en Vunapope, la base de operaciones de la Misión del Sagrado Corazón que cubría Nueva Bretaña, Nueva Irlanda y Manus. En 57 estaciones principales, 60 sacerdotes cuidaban a más de 60 mil católicos necesitados. Vunapope fue el centro de esta extensa misión y el Obispo estableció su residencia allí en 1939.
- Paulini Curuenavuli - Hermana Marie.
- Khan Chittenden - Len.
- Anna Volska - Hermana Cordula.